# Traditio clavium

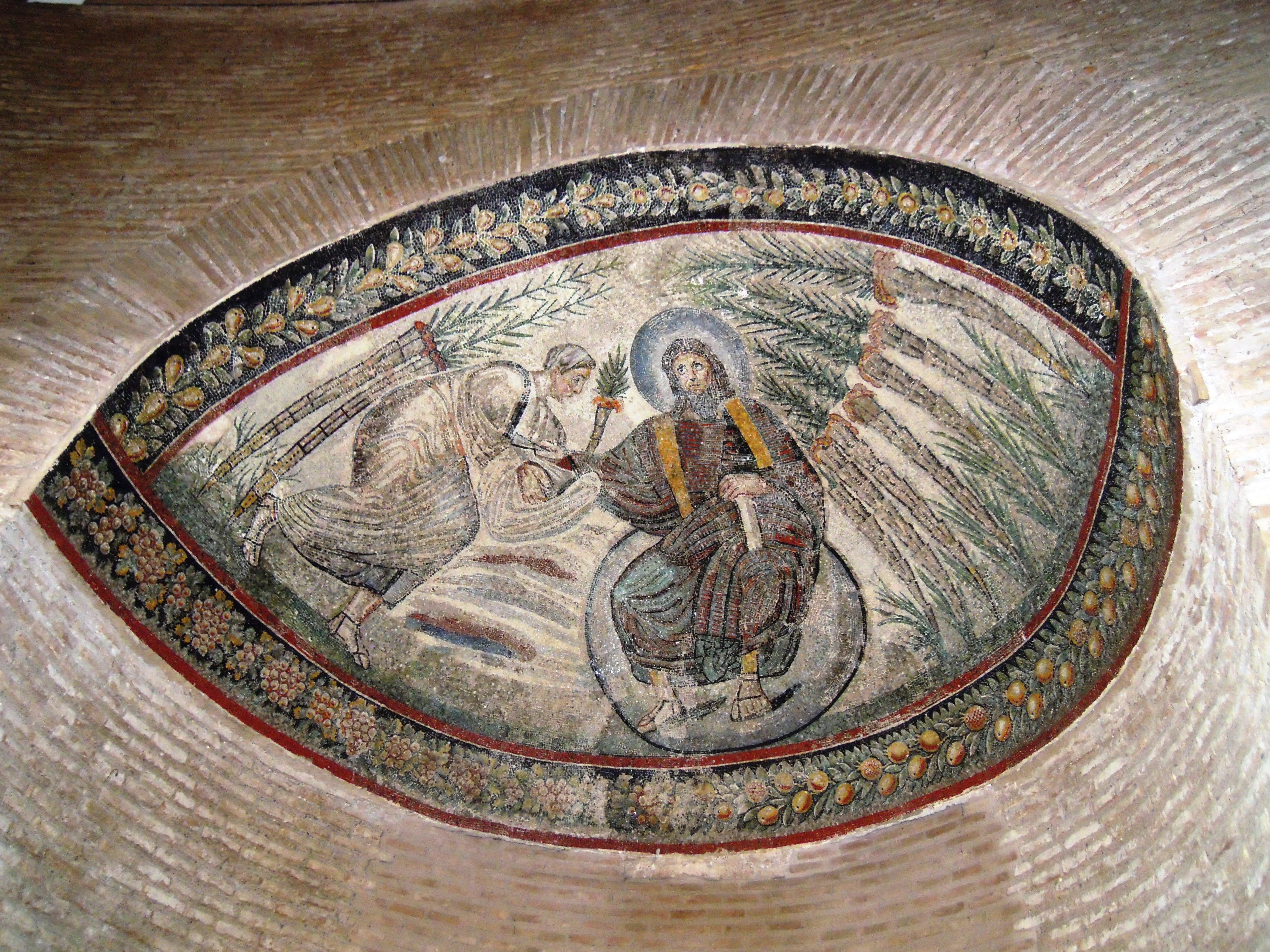
Mosaïque de la Traditio clavium, absidiole de l'église Santa Costanza, Rome, IVe siècle.

La Traditio clavium (« Remise des clés » en latin), parfois nommée Traditio clavis (« Remise de la clé »), est un thème pictural de l'art paléochrétien qui représente Jésus-Christ remettant les clés du Royaume des cieux à l'apôtre Pierre. Proche de la Traditio Legis, ce type d'iconographie chrétienne apparaît au IVe siècle et vise à affirmer la primauté pétrinienne, autrement dit la primauté de l'Église de Rome sur le reste de la chrétienté.
Divers artistes, dont Le Pérugin, Rubens et Luca Giordano, ont illustré la Traditio clavium.

## Origine
La Traditio clavium se fonde sur le chapitre 16 de l'Évangile selon Matthieu,, :

« Et moi, je te dis que tu es Pierre, et que sur cette pierre je bâtirai mon Église, et que les portes du séjour des morts ne prévaudront point contre elle.
Je te donnerai les clefs du royaume des cieux : ce que tu lieras sur la terre sera lié dans les cieux, et ce que tu délieras sur la terre sera délié dans les cieux,. »

## Galerie

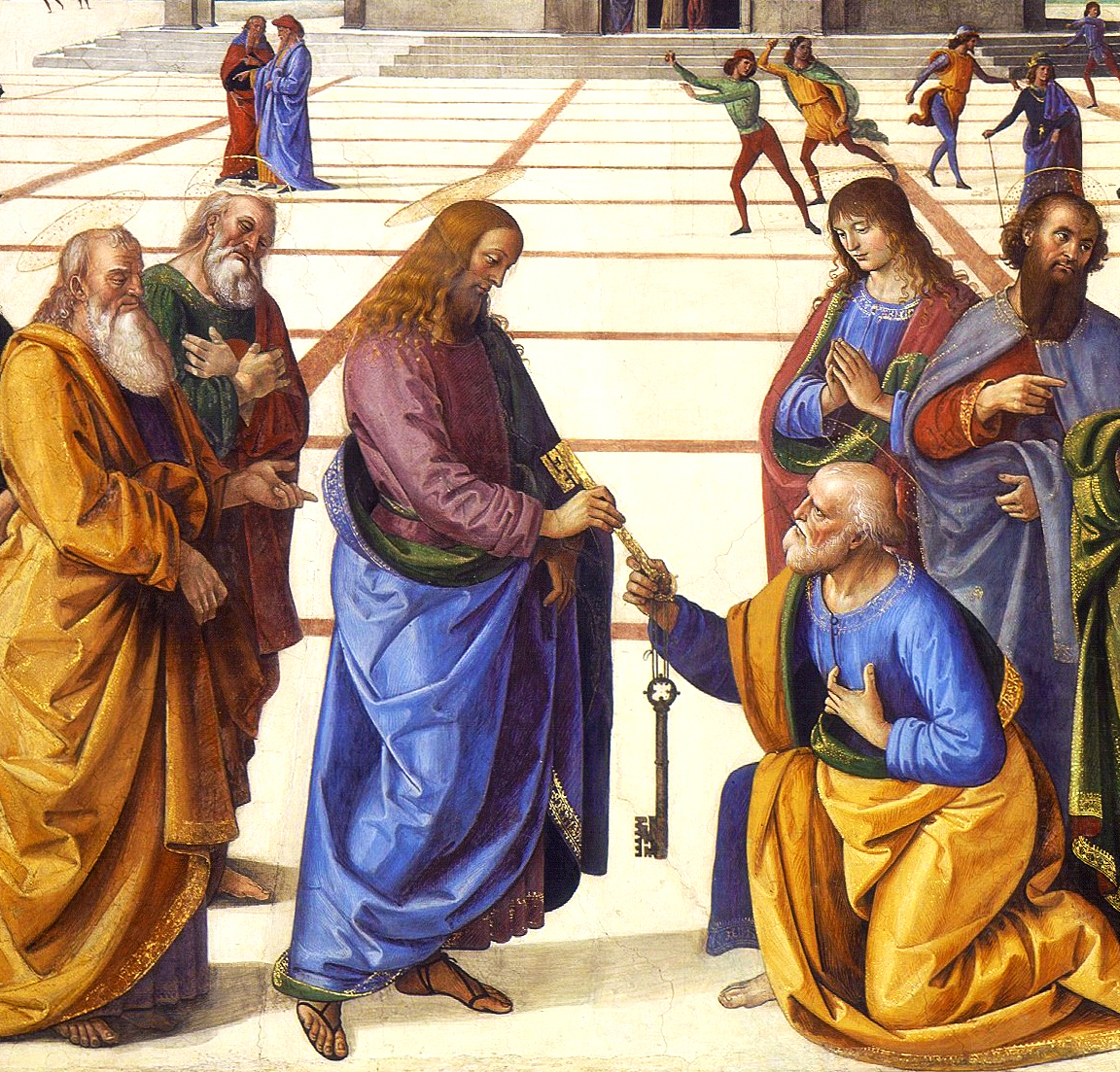
Détail de La Remise des clefs à saint Pierre par Le Pérugin, v. 1481
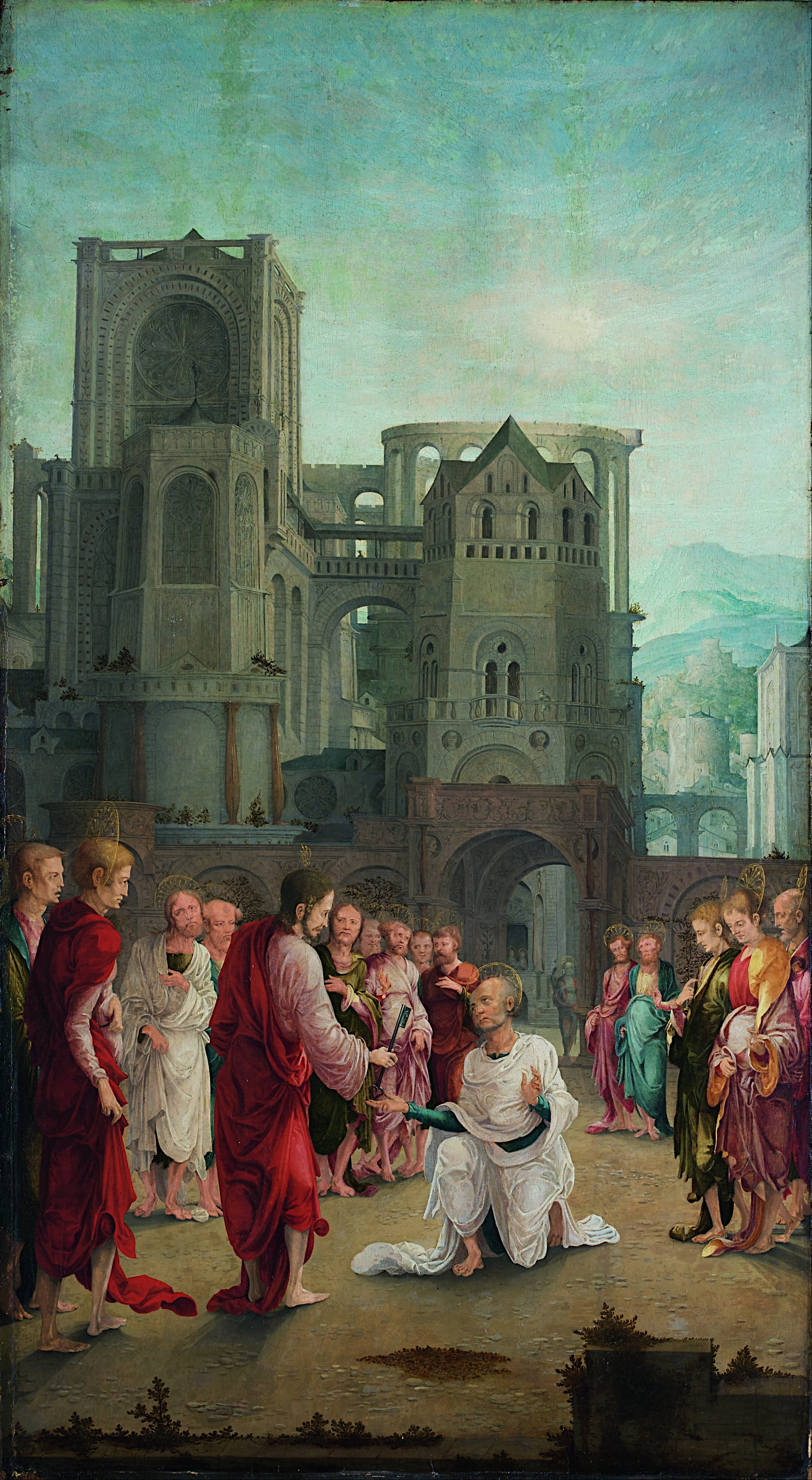
École rhénane, suiveur de Wolf Huber, début du XVIe siècle
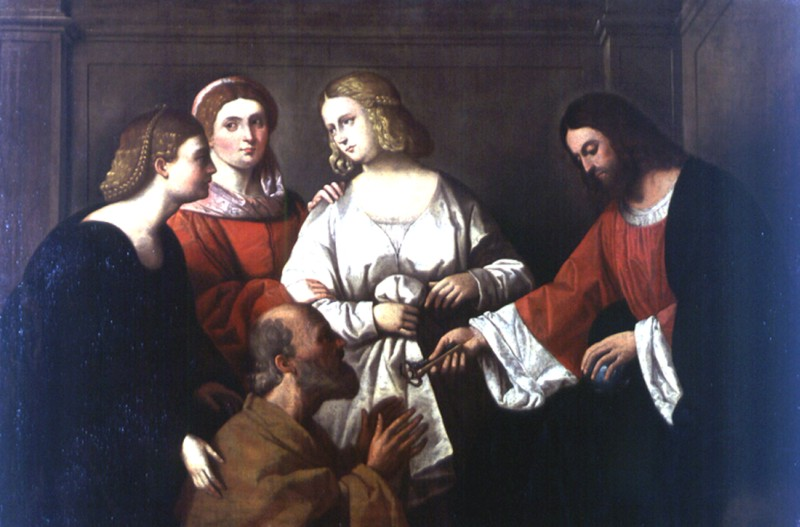
Atelier de Vincenzo Catena, XVIe siècle
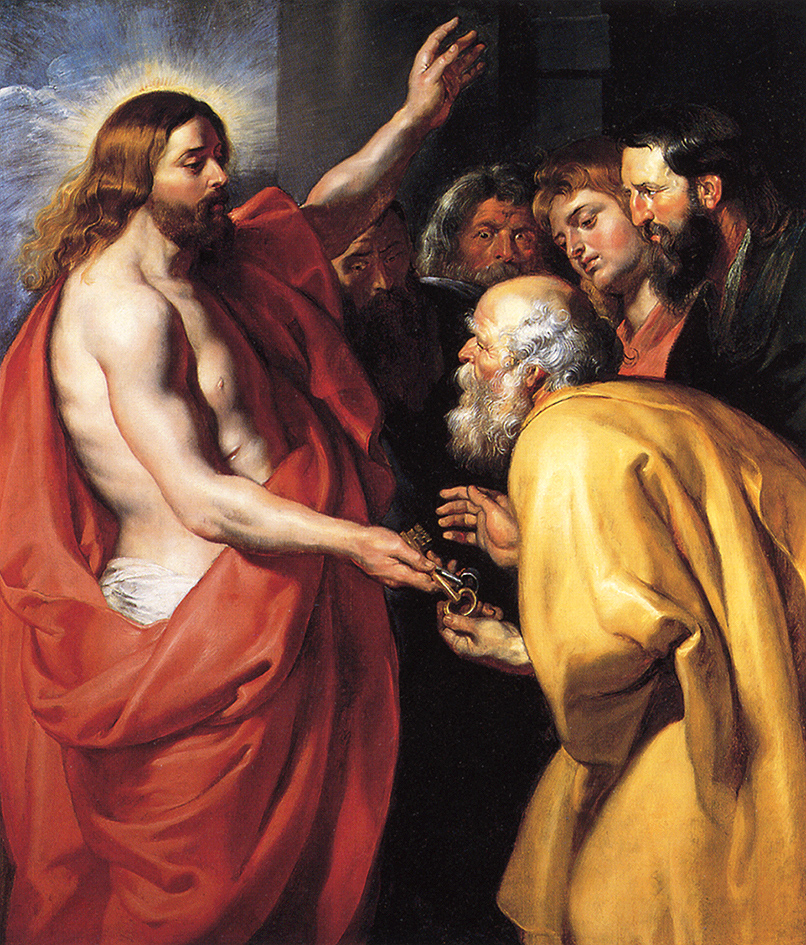
Rubens, v. 1614
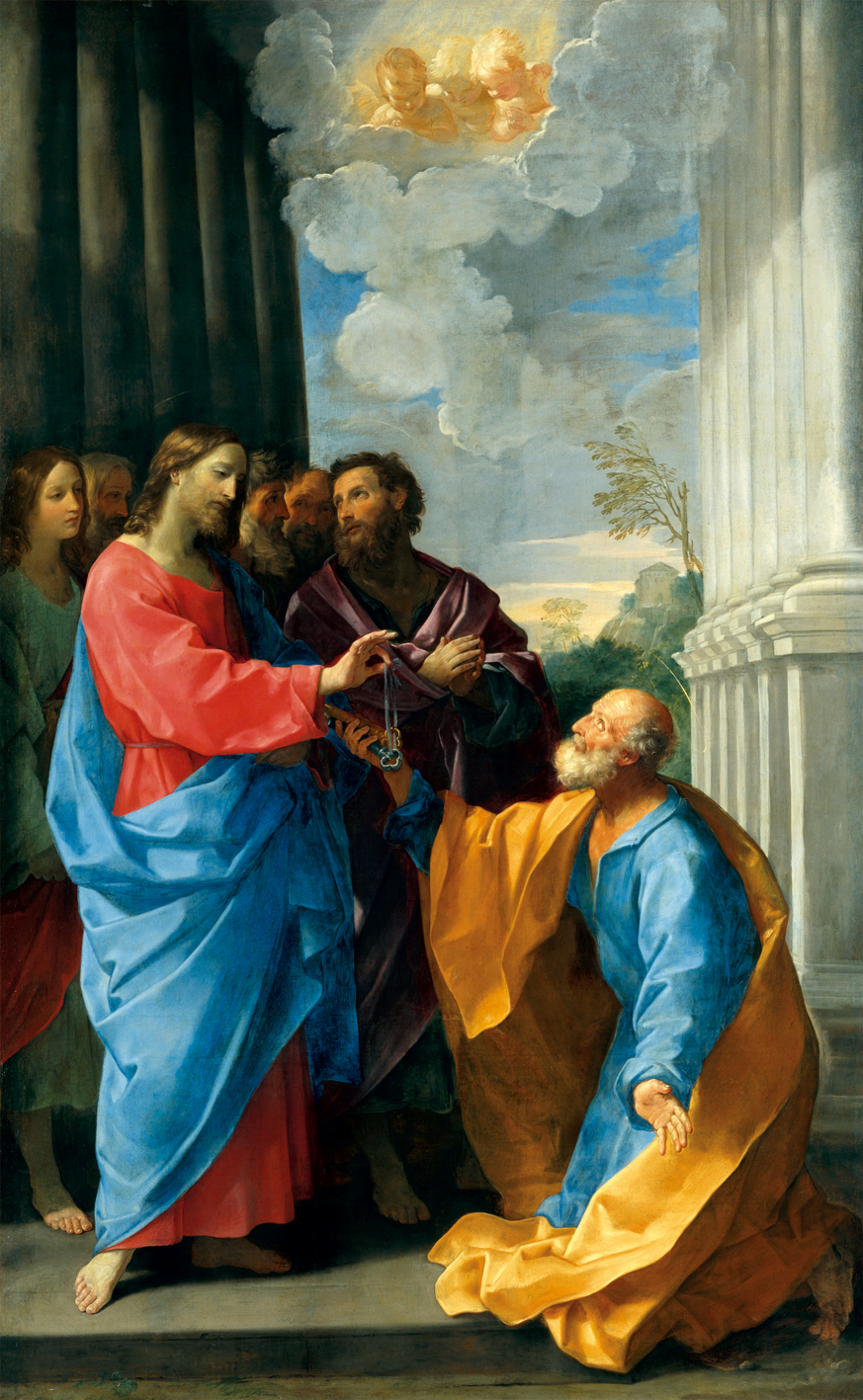
Guido Reni, v. 1625
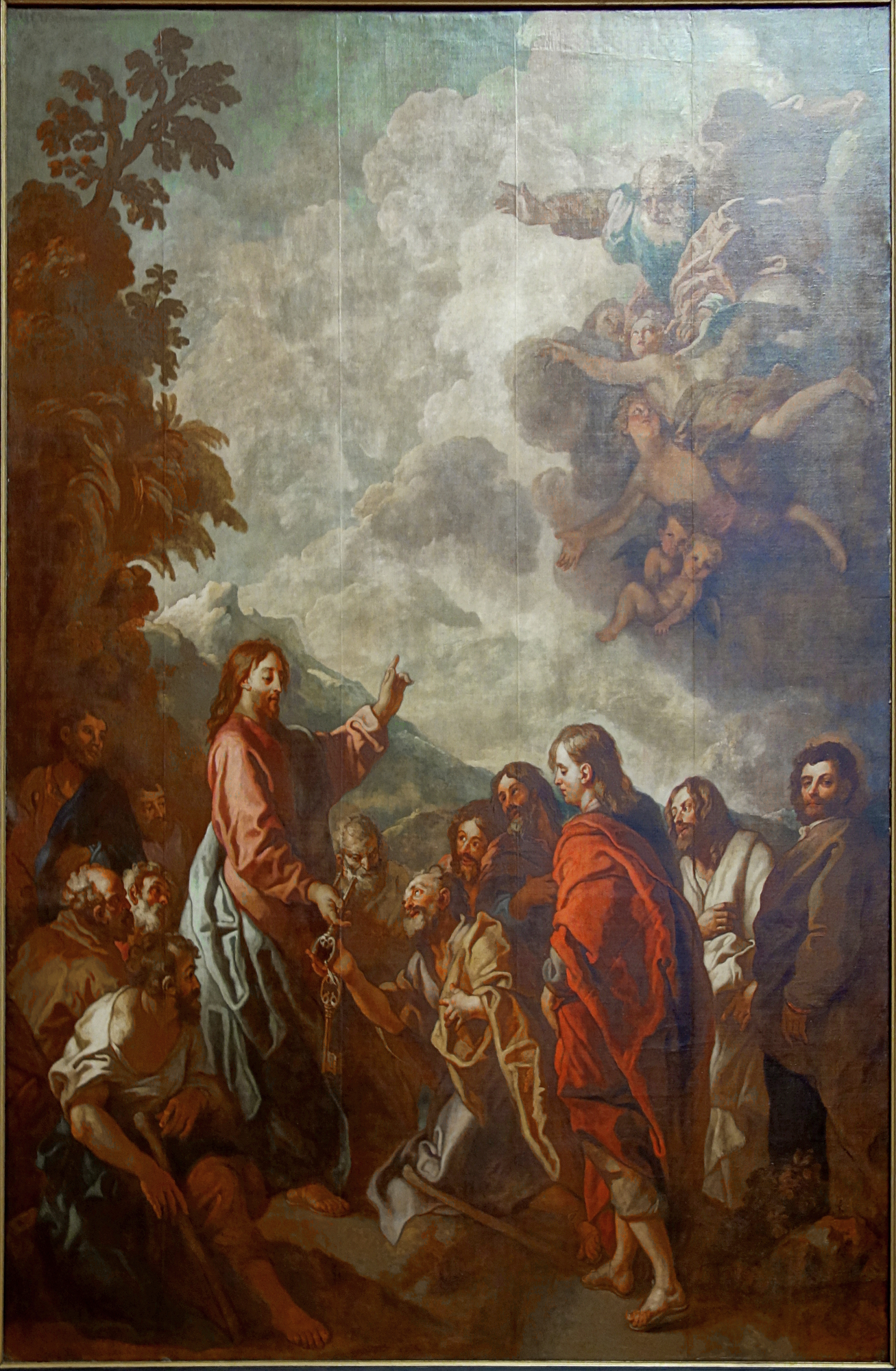
Charles de La Fosse, v. 1700